# Pestovo (Vučitrn)
Pour l’article homonyme, voir Pestovo.
Pestovë en albanais et Pestovo en serbe latin (en serbe cyrillique : Пестово) est une localité du Kosovo située dans la commune/municipalité de Vushtrri/Vučitrn et dans le district de Mitrovicë/Kosovska Mitrovica. Selon le recensement kosovar de 2011, elle compte 842 habitants, tous albanais.

## Démographie

### Évolution historique de la population dans la localité
| 1948 | 1953 | 1961 | 1971 | 1981 | 1991  | 2011 |
| ---- | ---- | ---- | ---- | ---- | ----- | ---- |
| 409  | 466  | 545  | 731  | 869  | 1 003 | 842  |

|  |